# Małgorzata Hajewska-Krzysztofik
Małgorzata Hajewska-Krzysztofik (sinh ngày 14 tháng 9 năm 1965 tại Sosnowiec) là một diễn viên người Ba Lan.

## Tiểu sử
Małgorzata Hajewska-Krzysztofik tốt nghiệp Học viện Nghệ thuật Sân khấu Quốc gia AST ở Kraków vào năm 1988. Trong giai đoạn 1988-2016, bà diễn xuất trên sân khấu tại Nhà hát Stary ở Kraków. Từ tháng 10 năm 2016, bà gia nhập đội văn nghệ tại Nhà hát Nowy ở Warsaw.
Ngoài sự nghiệp diễn xuất trên sân khấu, Małgorzata Hajewska-Krzysztofik còn được khán giả Ba Lan biết đến qua hơn 30 bộ phim điện ảnh và phim truyền hình. Trong đó, phim 33 sceny z życia (2008) giúp bà đoạt giải Sư tử vàng ở hạng mục Nữ diễn viên phụ xuất sắc nhất tại Liên hoan phim Ba Lan lần thứ 33 ở Gdynia.
Năm 2015, Małgorzata Hajewska-Krzysztofik được Bộ Văn hóa và Di sản Quốc gia (Ba Lan) trao tặng Huy chương bạc Huy chương Công trạng về văn hóa - Gloria Artis vì những cống hiến nổi bật cho văn hóa và nghệ thuật.

## Thành tích nghệ thuật
Dưới đây liệt kê một số phim điện ảnh và phim truyền hình nổi bật có sự góp mặt của Małgorzata Hajewska-Krzysztofik:
- 1990: Śmierć dziecioroba _ Malina
- 2000: Szczęśliwy człowiek _ Marta
- 2003: Zerwany _ Bogaczowa
- 2006: Autor wychodzi _ Helena
- 2008: 33 sceny z życia _ Barbara
- 2014: Wataha _ Krystyna
- 2017: Atak paniki _ Krystyna
- 2018: Znaki _ Zofia Bławatska